# Otto Aasen
Otto Olaussen Aasen (* 1. Januar 1894 in Fåberg, Norwegen; † 20. Oktober 1983 in Rjukan, Norwegen) war ein norwegischer Skisportler, der im Skispringen, im Skilanglauf sowie der Nordischen Kombination erfolgreich war.

## Werdegang
Aasen gewann 1917 und 1918 die Wettbewerbe in der Nordischen Kombination beim Holmenkollen Ski Festival in Oslo. Für diese und weitere Siege erhielt er 1919 gemeinsam mit Thorleif Haug die Holmenkollen-Medaille. Zudem gewann er 1918 auch seinen ersten und einzigen norwegischen Meistertitel.
1926 trat er bei den Nordischen Skiweltmeisterschaften auf der Normalschanze im Skispringen an und gewann hinter seinem Landsmann Jacob Tullin Thams die Silbermedaille. Zudem gewann er mehrere nationale Titel im Skilanglauf.
Aasen, der 1916 berufsbedingt nach Rjukan gezogen war, arbeitete dort bis 1964 bei Norsk Hydro. Er starb dort im Alter von 89 Jahren 1983.